# Muralha da Rua da Vala
A Muralha da Rua Vala localizava-se na antiga Rua da Vala (atual Rua Uruguaiana), no centro histórico da cidade e estado do Rio de Janeiro, no Brasil.

## História
Após a invasão da cidade pelos corsários franceses Jean-François Duclerc (1710) e René Duguay-Trouin (1711) houve, por parte das autoridades metropolitanas (o rei e o Conselho Ultramarino), a preocupação de melhor aparelhá-la para a defesa, uma vez que era imperativo proteger o ouro que, oriundo da capitania de São Paulo e Minas de Ouro, era pelo seu porto remetido para o reino.
Cogitou-se, assim, fechá-la pelo lado de terra por uma muralha, conforme projecto conjunto do Governador da Capitania Francisco Xavier de Távora e de João Massé. Este oficial francês estava ao serviço de Portugal desde 1705 e, por determinação do rei D. João V (1705-1750), em 1713 "passou com o posto de brigadeiro ao Brasil para examinar e reparar as fortificações daquele Estado.". A estrutura, que se encontra figurada sob a legenda "SSS. Muro da cidade" (“Planta da Cidade de Saõ Sebastiaõ do Rio de Janeiro, com súas fortifficaçoins”, 1712-1713. Acervo do Arquivo Histórico Ultramarino, Lisboa), era uma das fortificações prevista do "Plano de Defesa de 1714".
Iniciado em 1713, sua construção ainda avançava em 1718. Estando ainda incompleto em 1726, o governador e capitão-general da capitania do Rio de Janeiro Luís Vaia Monteiro (1725-1732) solicitou à Coroa a construção não apenas da muralha, mas de um largo fosso inundado, estendendo-se dos atuais canal do Mangue até ao Passeio Público. Essa proposta não foi aceita.
O Diário de Bordo da nau francesa "L'Arc-en-Ciel", que visitou o porto do Rio de Janeiro em 1748, registrou que "a muralha era construída de pedra e liga de massa forte e preta, de aparência pouco sólida". A estrutura figura como "Muro da Cidade" na carta de André Vaz Figueira (Carta Topografica da Cidade de S. Sebastião do Rio de Janeiro, 1750. Mapoteca do Itamaraty, Rio de Janeiro), encomendada por Gomes Freire de Andrade, 1.º Conde de Bobadela (1733-1763), para mostrar as obras de seu governo.
Uma planta do Rio de Janeiro, datada de 1767, de autoria do sargento-mor Manuel Vieira Leão, não indica a muralha, levando a crer que nessa época ela já estivesse descaracterizada, absorvida pela expansão urbana ou mesmo demolida.
Assim, em pouco tempo, tornou-se prática comum a retirada das suas pedras para edificação de casas particulares. Como exemplo, o padre jesuíta Gabriel de Malagrida, enviou em 1756 uma carta ao governador, solicitando autorização para retirar 400 braças de pedras a título de doação para erguer um novo seminário na cidade, pedido que lhe foi negado. Mas a população continuou retirando materiais do muro, que acabou por desaparecer do tecido urbano sem deixar vestígio.
Em 1769, o Vice-rei Marquês do Lavradio solicitou novos estudos a três engenheiros militares – Jacques Funck, Francisco João Roscio e José Custódio de Sá e Faria - para reestruturar a muralha do Rio de Janeiro e projetar um canal defensivo, se fosse o caso. Como resultado, o projeto anônimo, atribuído a Sá e Faria (Plano da Cidade do Rio de Janeiro Capital do Estado do Brazil, 1769. Mapoteca do Itamaraty, Rio de Janeiro) também previu uma muralha para a defesa dos limites da cidade, mas agora na altura do Campo de Santana. Essa estrutura encontra-se ilustrada como "A. Projecto para Fortificar esta Cidade pela parte de terra, desde Val Longuinho, the a Praya de Santa Luzia", e está complementada por um fosso inundado ilustrado em "D. Projecto p.ª introduzir a agoa do Mar nos Foços e lhe dar sahida". Embora técnicamente adequado, este plano defensivo também não chegou a se materializar inteiramente uma vez que, à época, as preocupações e recursos da Coroa Portuguesa estavam centradas nas fronteiras do extremo sul do Brasil e na Colônia do Sacramento.
O "Relatório do Marquês de Lavradio, Vice-Rei do Rio de Janeiro, entregando o Governo a Luiz de Vasconcellos e Souza, que o sucedeu no vice-reinado", datado do Rio de Janeiro em 19 de Junho de 1779, informa:
"Sendo esta capital aberta, mandei cobrir toda de uma fortificação de campanha, segundo o plano e o risco que eu tinha mandado fazer para a fortificar, e que já ia posto em prática até à frente do Quartel [do Regimento] de Moura." (p. 426-427) (RIHGB, Tomo IV, 1842. p. 409-486).
Embora alguns acreditem, como Alex Nicolaeff, então director do Departamento de Patrimônio Cultural (DPC) da Prefeitura do Município do Rio de Janeiro, de que na antiga rua da Vala, atual Uruguaiana, ainda existiriam vestígios arqueológicos da muralha, erguida para a defesa da cidade no século XVIII (CERQUEIRA, Sophia. Rio sepulta 431 anos de história. O Globo, 3 de março de 1996. Caderno Rio, p. 18), o fato é que não há qualquer evidência disso.
Do chamado "Plano de Defesa de 1714" restou apenas a Fortaleza de Nossa Senhora da Conceição, no morro do mesmo nome.

## Críticas ao projecto de Massé
A principal crítica ao projecto de Massé era a de que a muralha não era suficiente para defender a cidade, devido à sua pouca altura e ao seu traçado. O morro de Santo Antônio ficava fora da área defendida e, caso fosse conquistado por um invasor, do seu alto se poderia vigiar e bombardear a cidade, além de privar a cidade do abastecimento de água.
Uma crítica não procedente é de que a haveria uma "faixa de segurança" no projectada muralha, que impediria sua ocupação. Ocorre que não há o desenho dessa faixa na planta acima referida. E a ordenança de 20 de fevereiro de 1708, que estipulou “uma zona de 15 braças” incidia sobre atividades agrárias e somente em 1812, quase cem anos depois do fatos, é que se estabeleceu, de fato, a proibição para qualquer edificação “dentro da demarcação de 600 braças, 1:318m,800, em roda da esplanada das praças de guerra ou fortalezas”.

## Características
O projecto original previa um muro defensivo fechando os limites setecentistas da cidade pelo lado de terra, ao longo da antiga rua da Vala, aberta desde 1641 para a drenagem das águas, passando por detrás da Igreja de Nossa Senhora do Rosário dos Pretos, e que então marcava o limite do perímetro urbano, entre o morro do Castelo e o morro da Conceição, na extensão aproximada de 300 braças (cerca de 660 metros), tendo cerca de 5 metros de altura.
Em 1718, tendo a espessura de 3,0 metros, sua altura variava entre 1,70 e 2,00 metros, distante de seu projecto, embora já se tivessem utilizado mais de nove mil toneladas de rochas em sua construção. Por fim, sua construção foi interrompida na década de 1720.